# Мркаль, Сава
Сава Мркаль (1783—1833) — сербский языковед.

## Биография
Мркаль родился в городке Сеничак в Кордуне, на территории современной Хорватии, которая в то время была частью Габсбургской монархии. Его родители были сербами. Окончил высшую школу в Загребе, а впоследствии и Университет в Пеште, где получил звание доктора философии. Наиболее известен благодаря попытке реформирования литературного сербского языка (перед Вуком Караджичем). В своём труде «Сало дебелога јера либо азбукопротрес» (рус. Сало толстого ера или же азбучные перестановки; Буда, 1810) он предложил сократить сербскую азбуку с 42 до 26 букв.
Его предложения восприняли как слишком радикальные и остро раскритиковали, ведь первичную кириллицу ещё со времен её изобретения в IX веке использовала Сербская православная церковь. Сам же Мркаль после такой волны критики со стороны церковной иерархии, чтобы засвидетельствовать свою верность православию, решил постричься в монахи (1811), однако, разочаровавшись в монашеской жизни, он покинул монастырь в 1813 году. В 1817 году он отказался от своего предложения реформирования алфавита в труде под названием «Палинодия» (или «В защиту толстого ера»).
Впоследствии Мркаль начал страдать душевным расстройством и в 1827 году попал в психиатрическую больницу в Вене. Он умер в 1833 году.